# 秘書處 (競賽馬)
秘書處（1970年3月30日－1989年10月4日）是一匹於美國出生及訓練的純種競賽馬。1972年，兩歲的秘書處在比賽中首次亮相並獲得第四名，之後牠在其餘的八場比賽中勝出七場，包括五場錦標賽。在這段時間，秘書處僅於香檳錦標中落敗，原本牠以首名衝線，但賽後被評審認為牠在追趕的時候干擾了其他馬匹，因而被貶為第二名。同年，秘書處獲得最佳兩歲雄馬及年度馬王這兩項日蝕獎，這對於一匹年輕的競賽馬來說是罕見的榮譽。
1973年，三歲的秘書處成為美國三冠大賽的冠軍馬匹。秘書處先在肯塔基打吡創下1分59⅖秒的紀錄，再在貝蒙錦標以31個馬位大勝對手並創下2分24秒的紀錄。然而，秘書處在必利時錦標所創下的時間紀錄因具爭議，最終在2012年才被確認。除了泥地，秘書處在草地的成績也很優秀，牠更先後勝出鬥士錦標及加拿大國際錦標。秘書處在同年亦曾經輸過數場比賽，包括伍德紀念錦標、惠特尼錦標及伍德沃德錦標。儘管如此，秘書處的九次勝利令牠成為美國人的偶像，更獲得1973年的年度馬王、最佳三歲雄馬及最佳草地馬獎項。
1973年底，秘書處因協議而退役。在秘書處的競賽生涯中，牠先後贏得5項日蝕獎，更在1974年被選入國家賽馬殿堂博物館，而在20世紀美國100匹頂級賽馬排名中，秘書處排名第二位，僅次於鬥士。秘書處在退役後成為種馬，雖然牠的配種成績尚算不俗，但牠作為母父系（外祖父）則更為出色，不少一級競賽馬及種馬都以秘書處為外祖父，例如風暴貓。秘書處最終因蹄葉炎於1989年去世。

## 背景
秘書處出生於克里斯托弗·切納里的馬廄，但由於潘妮·切納里在1968年接替生病的父親管理馬厩，所以實際上秘書處是由潘妮·切納里安排而配種出來的。秘書處的父系是勇者帝王，母系是Somethingroyal。勇者帝王在1963年至1969年及1973年曾獲評為北美著名父系馬。勇者帝王由菲普斯家族擁有，牠的速度和耐力皆很優秀，分別在1957年勝出必利時錦標並嬴得年度馬王，及在1958年獲得美國最佳短途馬獎項。勇者帝王退役後於克萊伯恩農場開始進行配種工作，由於菲普斯家族擁有大部份與勇者帝王配種的雌馬，只有少數的後代會在公開拍賣會上出售。為了向馬匹繁殖計劃注入新血，菲普斯家族有時會與其他雌馬的主人達成協議，他們會安排勇者帝王進行多次配種，例如是在一年內與兩匹雌馬配種或在兩年內與一匹雌馬配種。如果雌馬誕下兩匹馬駒，菲普斯家族及雌馬的主人將會各自擁有一匹，但如果雌馬只誕下一匹馬駒，其擁有權便需經事前商討。
根據協議，潘妮·切納里先在1968年把Hasty Matelda及Somethingroyal這兩匹雌馬送往菲普斯家族等候與勇者帝王配種，再在1969年把Cicada及Somethingroyal送往菲普斯家族配種。另外按照協議規定，雙方會以擲硬幣的方式決定馬駒的歸屬，勝方能優先選擇於1969年出生的馬駒，而敗方則能優先選擇於1970年出生的馬駒。1969年春天，Hasty Matelda誕下一匹雄性馬駒，而Somethingroyal則誕下一匹雌性馬駒，但可惜的是Cicada在1969年的繁殖季節中未能受孕。因此，擲硬幣的勝方只能獲得一匹於1969年出生的馬駒，而敗方卻能獲得兩匹分別於1969年和1970年出生的馬駒。潘妮·切納里後來表示雙方皆希望在擲硬幣中落敗。這場擲硬幣後來在1969年秋季於紐約賽馬協會主席阿爾弗雷德·格溫·范德比爾特二世的辦公室內舉行，並由小阿圖·B·漢考克作見證。最終，奧頓·菲普斯勝出，帶走了Somethingroyal所誕下的雌性馬駒，而這匹雌馬其後被命名為新娘。另一方面，潘妮·切納里則獲得Hasty Matelda所誕下的雄性馬駒以及在1970年由Somethingroyal誕下的馬駒，亦即是秘書處。
1970年3月30日凌晨12時10分，Somethingroyal在切納里家族的馬廄內誕下一匹栗色的馬駒。馬廄經理霍華德·根特利（Howard Gentry）在馬駒出生後表示「牠是一匹體態勻稱的馬駒。牠是我從事馬匹助產工作多年所看到的最完美的馬駒」。根特利的侄子羅伯特亦在馬廄工作，他指出這匹馬駒很有個性及一直是馬群的領導者，更表示「牠是一個小丑。牠經常搗亂，甚至會跟人惡作劇」。經過一段時間後，當潘妮·切納里第一次看到這匹馬駒，她便在筆記本上寫了一個字：「哇！」
其後，潘妮·切納里與馬廄秘書伊麗莎白·漢姆（Elizabeth Ham）合作為這匹馬駒命名。第一批名稱在提交給賽馬會後遭到拒絕。第二批名稱則在1971年1月提交，其中包括機會遊戲（Games of Chance）、上帝意願（Deo Volonti）及秘書處，而秘書處這個名稱是由伊麗莎白·漢姆提議、與她前一份在國際聯盟秘書處的工作有關。

## 外表體型
秘書處逐漸成長為一匹魁偉且強而有力的馬匹。在發育完成後，秘書處站起時的高度為16.2手寬（66英寸，168厘米），而且牠的胸部很大，因此牠的馬肚帶需要額外定制。法蘭克·J·米謝爾（Frank J. Mitchell）在其著作《賽馬配種理論（Racehorse breeding theories）》中形容秘書處是一匹強而有力且非常平衡的馬匹，牠在外表體型構造及運動生物力學上「近乎完美」。另外，一位澳洲練馬師亦表示秘書處是一匹不可思議而且絕對完美的馬匹，而且他自己從未見過像秘書處一樣的馬匹。
秘書處沒有主要的外表體型構造缺陷，四肢構造很完美，因此牠受傷的可能性很低。秘書處的後軀是牠的主要動力來源，而臀部傾斜亦延長了牠的股骨長度。當秘書處大步疾走時，後肢的動作非常巨大，這增加了牠往前的推動力。秘書處寬大的腰身、長的背部及勻稱的脖子都有助於牠增強心肺效率。
秘書處身體部位的組合決定了牠步幅的效率，而且會影響牠的加速度和耐力。即使骨骼的長度和角度存在微小差異，也會對馬匹的表現產生重大影響。紐約賽馬會的吉爾曼博士（M. A. Gilman）是一位經常測量著名種馬的獸醫，他的目標是利用科學從而創造更好的方法來培育和評估賽馬。他記錄了秘書處在兩歲及三歲時的成長狀況：
| 測量方式           | 兩歲                          | 三歲                           |
| ------------------ | ----------------------------- | ------------------------------ |
| 高度（至馬肩隆）   | 16¾手寬（64.75英寸，164厘米） | 16.1½手寬（65.5英寸，166厘米） |
| 胸寬（肩端至肩端） | 16英寸（41厘米）              | 16.5英寸（42厘米）             |
| 腰身（重心）       | 74英寸（188厘米）             | 76英寸（193厘米）              |
| 馬肩隆至肩端       | 28英寸（71厘米）              | 28.5英寸（72厘米）             |
| 肘部至地面（腿長） | 37.5英寸（95厘米）            | 38.5英寸（98厘米）             |
| 肩端至臀點         | 46英寸（117厘米）             | 49英寸（124厘米）              |
| 臀點至臀點         | 25英寸（64厘米）              | 26英寸（66厘米）               |
| 臀點至踝關節       | 40英寸（100厘米）             | 40英寸（100厘米）              |
| 臀點至臀部         | 24英寸（61厘米）              | 24英寸（61厘米）               |
| 頸背至馬肩隆       | 40英寸（100厘米）             | 40英寸（100厘米）              |
| 臀部至地面         | 53.5英寸（136厘米）           | 55.5英寸（141厘米）            |
| 身體長度           | 68英寸（173厘米）             | 69.5英寸（177厘米）            |
| 膝蓋下管骨的圓周   | 8.25英寸（21厘米）            | 8.5英寸（22厘米）              |

即使考慮了秘書處的體型及構造，牠的步幅仍是很大。在進行針對必利時錦標的訓練時，秘書處的步幅是24英尺11英寸。秘書處強大的後軀令牠能夠釋放「壓倒性」的速度，而且牠肌肉發達及心臟容量較為強勁，使牠幾乎可以在任何比賽中於任何時候超越對手。
在1973年3月29日，秘書處的體重是1,155磅（524公斤）。在完成三冠大賽後，秘書處的體重於6月15日僅下降了24磅至1131磅（513公斤）。秘書處的食量很驚人，在準備三冠大賽期間牠每天需要進食15夸脫的燕麥，而且為了防止脂肪增加，牠還需要非常努力地進行訓練才能保持健康。
於克萊伯恩農場工作的賽斯·漢考克（Seth Hancock）在接受《運動畫刊》訪問時曾經表示：「如果秘書處是人類，牠會變成怎樣？試幻想，他將會是世界上最偉大的運動員。他擁有完美的身高，而且真正聰明及善良。最重要的是，他將會是有史以來最好看的人。他就是這些優點以馬匹之形集於一身。他甚至不再是一匹馬了。他是一個傳奇」。

## 競賽生涯

綵衣樣式

秘書處的參賽顏色及其騎師的綵衣顏色是以藍白方格為主。在比賽中，秘書處不會以繃帶綁腿，但牠通常會佩戴眼罩來集中精神。秘書處雖然擁有跑手的體格，但是牠卻很彆扭及笨拙，導致牠經常被其他更早熟的馬匹超越，例如牠以26秒跑了四分之一英里，但其餘馬匹則以23秒跑畢。秘書處的策騎員主要是由吉姆·高夫尼（Jim Gaffney）及查理·戴維斯（Charlie Davis）擔任。戴維斯最初並沒有對這匹馬留下深刻的印象，但他後來表示：「牠（秘書處）是一個大胖子。我的意思是牠很大。牠並不急於做任何事，牠自有計劃。而且牠不會輕易展示牠的質素給人看，除非牠想」。高夫尼在接受訪問時憶起1972年首次策騎秘書處的事情，他更指出「從第一天起，我便知道牠（秘書處）有一股我從未感受過的力量」。此外，馬伕埃迪·斯威特（Eddie Sweat）亦是秘書處團隊的其中一個重要成員，他主要照顧馬匹的起居飲食及進行日常護理工作。有一次，斯威特向記者表示：「我想馬伕比任何人都靠近馬匹。每天馬主及練馬師只會見牠（秘書處）一次，但我與牠一起生活一起工作」。
呂西安·勞林會定期向潘妮·切納里匯報秘書處的狀況，更表示秘書處仍在學習如何跑步及需要減走嬰兒肥。切納里回想起在秘書處接受訓練時，勞林曾經說過：「妳那匹勇者帝王後裔並沒有向我展示牠的才能，牠甚至跑得比胖子慢」。但其後秘書處在春季取得穩定的進展。秘書處於6月6日首次佩戴眼罩，並以47⅗秒跑畢半英里，其後牠更在同月24日以1分12⅘秒跑畢六化朗。最後，勞林致電切納里並告訴她秘書處已經準備好參加比賽。

### 1972年
1972年7月4日，秘書處首次於雅佳特馬場亮相。在其中一場賽事中，某匹參賽馬在中途突然轉換跑道，引發了連鎖反應，秘書處亦因為被撞到而受到重創及退縮起來，最終秘書處獲得第四名。根據騎師保羅·費利西亞諾（Paul Feliciano）所言，若非秘書處的身體強壯，他有可能會墮馬。自此之後，秘書處便很少在比賽中出現退縮行為，而勞林則歸因於牠在首次比賽時被撞的經歷。7月15日，費利西亞諾在康復後再度策騎秘書處，並拋離對手六個馬位勝出賽事。7月31日，在沙拉托加馬場的一場比賽中，秘書處的騎師由費利西亞諾更換為羅恩·圖爾科特（Ron Turcotte）。在該場賽事中秘書處奪得冠軍，這引起了資深體育記者查爾斯·哈頓（Charles Hatton）的注意。哈頓後來在報導中表示：「我從未看見過完美。我絕對沒辦法以任何形式指責牠或批評牠犯錯，其他人也沒可能，而這是一件令人驚嘆的事情。牠的身體、頭部和眼睛等等，簡直太不可思議了。坦白地說，我簡直不敢相信我的眼睛」。
8月，秘書處參加了桑福德錦標，而這場賽事還有一匹備受矚目的競賽馬參賽。在比賽中途，秘書處被數匹競賽馬擋住前路，但之後牠像「一隻鷹在驅散一群小雞」般突圍而出，並最終拋離對手三個馬位勝出賽事。體育記者安德魯·貝葉爾（Andrew Beyer）於報章華盛頓之星報導了這場比賽，後來更表示：「我從未看過一匹能輕鬆地勝出賽事的兩歲馬，牠的潛力很大」。在十日後的希望錦標中，秘書處作出了一個眩目的舉動，牠在¼英里內先後超越八匹競賽馬並成為領頭馬匹，最終以1分16⅕秒且拋離對手五個馬位勝出賽事。
10月14日，秘書處參加了於貝蒙舉行的香檳錦標。在這場賽事中，秘書處在初段跑得較慢並在轉彎時作出較大動作，最終以兩個馬位勝出，但賽後經過評審調查後，秘書處被認為干擾了其他馬匹，因此牠被貶為第二名。10月28日，秘書處在桂冠未來錦標中以八個馬位勝出賽事。
11月18日，秘書處在完成花園州錦標後便結束1972年賽季。勞林其後接受訪問表示秘書處的表現讓他有很深刻的印象，因為牠在起跑時總是墊底，需要時間才能追趕上其他馬匹，又指出一匹馬駒若想成為真正的跑手就必須懂得擺脫困境。
秘書處在這一年贏得兩項日蝕獎，包括美國最佳兩歲雄馬及美國年度馬王，而北美純種賽馬協會及報章《每日賽馬態況》更是有份於年度馬王評選中投票予秘書處。自此之後，就只有拿手好戲在1997年以兩歲之齡奪得美國年度馬王獎項。

### 1973年
1973年1月，克里斯托弗·切納里去世，龐大的遺產稅令潘妮·切納里承受很大負擔，她更一度考慮出售秘書處。其後，潘妮·切納里聯同克萊伯恩農場的賽斯·漢考克（Seth Hancock）以團體馬匹名義出售秘書處的擁有權，並以每股價值190,000美元的價格售出32份股份，總值608萬美元。漢考克表示基於秘書處在兩歲時的表現以及牠的配種和外觀，令這次的股份銷售變得容易。潘妮·切納里保留了4份股份，並可以完全控制秘書處在三歲時的競賽活動，但需同意秘書處在1973年底退役。
秘書處在佛羅里達州過冬，但沒有參加賽事，直至3月17日牠才參加了灣岸錦標。秘書處對手的練馬師曾經說過：「我們擁有的唯一機會就是牠（秘書處）摔倒了」。在賽事中，秘書處因其中一匹競賽馬試圖在馬群中突圍而出而被撞，但最後仍勝出。賽後，其中一位騎師聲稱秘書處犯規，但後來評審檢查競賽期間拍攝的照片，確定秘書處是被撞擊的一方而且沒有犯規，最終維持原本結果。經歷灣岸錦標一役，秘書處的表現在冬季過後已經有所改善，而且牠還能應對逆境。
在4月7日舉行的葛咸錦標內，由於沒有其他速度較快的競賽馬參加，勞林決定嘗試改變戰術，讓秘書處自行決定跑速。在賽事中，秘書處在起跑後已經領先，最後更拋離對手香檳查理（Champagne Charlie）三個馬位勝出。
在肯塔基打吡舉行前，秘書處參加了伍德紀念錦標，並取得第三名。後來，勞林指出秘書處輸掉比賽的原因是牠口腔內出現膿腫，而這會導致馬匹出現不適。基於秘書處在伍德紀念錦標所取得的成績，傳媒開始猜測牠在肯塔基打吡能否取得佳績。有些人開始質疑秘書處的耐力，因為牠的身型是典型適合參加短途賽，而且牠的父親勇者帝王是以短跑聞名。另外更有傳言指秘書處的身體不健全。

#### 肯塔基打吡
5月5日舉行的肯塔基打吡吸引了134,476人前往丘吉爾唐斯觀看，是北美賽馬史上入場人數最多的一屆。在賽事中，次熱門馬匹Sham於內欄領先，而大熱門馬匹秘書處則位於較外的位置，但其後秘書處開始追上，並最終以2½個馬位勝出。秘書處在這場賽事中以1分59⅖秒跑畢1¼英里，刷新了大賽紀錄。秘書處每跑¼英里路程，牠所需的時間都比之前更快，而每¼英里所需時間分別是25⅕秒、24秒、23⅘秒、23⅖秒及23秒。這意味著秘書處在跑最後¼英里路程時仍在加速。秘書處這項紀錄至今仍無人能破，直至2001年才有另一匹馬以1分59秒97完成賽事，是相隔二十多年來再有馬匹在2分鐘內勝出肯塔基打吡。
體育記者邁克·沙利文（Mike Sullivan）後來說：
在1973年秘書處參加肯塔基打吡時我在場，那是……那只是美麗，你知道嗎？牠（秘書處）在起跑時墊底，而這只是牠的風格。當時我正在看第二位的馬匹Sham，你必須明白Sham是一匹很快及很漂亮的競賽馬，牠可能會在另一年取得三冠大賽冠軍，而且似乎沒有比Sham更快的馬。當每個人都看著Sham的時候，他們可能都是想像到這場比賽要結束了。但突然之間，有東西進入了你的視野之中。而當你還在確認它是什麼之前，秘書處已經來了，之後秘書處更超前了Sham。沒有人見過馬匹會有這樣的跑法，許多資深馬迷都說著同樣的事情。這就好像秘書處是另一種動物而不是馬匹一樣。

#### 必利時錦標

秘書處衝過終點並勝出必利時錦標的一刻。

5月19日，秘書處參加了於賓利高馬場舉行的必利時錦標。在賽事中，秘書處起步較慢，但其後牠在不足¼英里的路程內超越其他馬匹並由最後一名成為領先者，雖然一度被追近，但牠最終仍以2½個馬位勝出。騎師羅恩·圖爾科特（Ron Turcotte）後來表示他為這次勝利感到自豪，因為他在即將轉第一個彎位時作出了一個決定：「我不想在轉彎時被困在馬群之中，所以我讓我的馬匹減速，讓其他馬匹超越我」。報章《每日賽馬態況》的攝影師雷蒙德·伍爾費（Raymond Woolfe）拍攝了秘書處在比賽中的跑姿，後來這張相片更成為了英國雕塑家約翰·史凱平（John Skeaping）設計秘書處雕像的基礎。
然而，秘書處的時間紀錄出現爭議。由於場內計時器出現故障，故顯示的時間為1分55秒。賓利高馬場的計時員其後宣佈秘書處的完成時間為1分54⅖秒，但《每日賽馬態況》的兩位計時員皆表示完成時間應該是1分53⅖秒，並將打破舊有的1分54秒紀錄。其後，負責管理賓利高馬場的馬利蘭賽馬會宣佈不會參考電子計時器及《每日賽馬態況》所提出的完成時間，並視1分54⅖秒為官方時間紀錄。儘管馬利蘭賽馬會已公佈官方時間紀錄，《每日賽馬態況》的主編仍在報章內刊登自家計時員所錄得的1分53⅖秒時間紀錄。
2012年6月19日，馬利蘭賽馬會應潘妮·切納里的要求，於馬利蘭桂冠園舉行了一次特別會議，而她更聘請公司對比賽錄影帶進行審查。聽證會持續兩至三小時，最終委員會一致同意將秘書處的時間紀錄由1分54⅖秒改為1分53秒，成為必利時錦標的新紀錄。《每日賽馬態況》其後宣佈會履行委員會有關於秘書處時間紀錄的裁決。潘妮·切納里於會議後表示「在新的一天重新審視這場糾紛是解決問題的關鍵」，又指出「對歷史學家、體育記者及賽馬迷來說，他們的聲音得到了可靠證據的支持，而他們的聲音是值得被聆聽的」。
在秘書處為貝蒙錦標作準備時，牠分別登上了《時代雜誌》、《新聞週刊》及《運動畫刊》的封面，成為全國明星。記者威廉·尼克（William Nack）更寫道：「秘書處突然超越了賽馬，成為了一種文化現象」。潘妮·切納里需要一名秘書處理所有的粉絲郵件，於是她聘請了威廉·莫里斯經紀公司負責管理。另外，秘書處亦需要學懂在鏡頭前擺出姿勢。

#### 貝蒙錦標
6月9日舉行的貝蒙錦標只有五匹馬參賽，共有69,138人次入場觀看，是貝蒙錦標史上入場人數第二多的一屆。這場賽事由CBS轉播，超過1500多萬戶家庭觀看，佔其受眾份額52%。賽事舉行當日的天氣溫暖且陽光明媚。在比賽開始時，秘書處一反常態，牠在出閘後很快便領先，並用了23⅗秒跑畢首¼英里路程，第二段¼英里路程亦只是用了22⅗秒。其後，秘書處繼續保持速度，開始與其他馬匹拉開距離，並以1分34⅕跑畢1英里路程。儘管如此，秘書處並沒有減慢速度。騎師圖爾科特後來說：「這匹馬很聰明，我認為牠知道自己需要跑1½英里，我從未鞭策牠」。最終，秘書處以31個馬位大勝對手，創下2分24秒的時間紀錄，並打破了1943年由另一匹馬所創下的25個馬位的紀錄。雜誌《純血馬》的編輯肯特·霍林斯沃斯（Kent Hollingsworth）在秘書處接近終點時說：「我不相信。不可能。但我看到了。我無法呼吸。牠（秘書處）贏了，距離是十六份之一英里！我看到了。我必須相信」。另外，CBS的主持切奇·安德森（Chic Anderson）曾經在一篇著名的評論中描述了秘書處的速度：
「秘書處與其他馬匹的距離愈來愈遠！牠移動時好像一部巨大的機器！」
秘書處的完成時間，2分24秒，不僅打破了貝蒙錦標的最快紀錄，更創下了歷史上1½英里泥地的最快紀錄。秘書處在1½英里泥地所創下的紀錄至今仍然未被打破。如果在那時候貝葉爾速度圖已經存在的話，安德魯·貝葉爾（Andrew Beyer）計算出秘書處的數字為139，是他有史以來得出的最高數字。
在賽事開始前數小時，人群便開始聚集於貝蒙園附近，很多早前錯過比賽的人都希望能近距離看到馬匹。秘書處及潘妮·切納里受到熱烈歡迎，而切納里則以揮手及微笑作回應。在賽事開始前秘書處出場會伴隨著很大的歡呼聲，但隨著比賽開始，人們兩個最常見的反應是對秘書處速度過快的懷疑和擔憂。當秘書處顯然獲得勝利時，據說人群的聲音會令看台出現震動的情況。
這場賽事廣泛地被認為是二十世紀北美賽馬史上其中一場最精彩的比賽。秘書處成為歷史上第九位美國三冠大賽的冠軍，是相隔25年來再有馬匹成為大賽冠軍。在賽事結束後，大約有5,427張投注秘書處獨贏的彩票未被兌現，有報章推測這群投注者可能視這些彩票為紀念品，因為2美元的彩票派彩僅為2.20美元。

#### 阿靈頓邀請賽
在秘書處勝出貝蒙錦標後三週，牠被運至阿靈頓公園參加阿靈頓邀請賽。勞林在接受雜誌《純血馬》訪問時說：「如果你還記得的話，在貝蒙錦標之前我也說過這番話，我真的不知道如何讓這匹馬休息。牠（秘書處）非常強壯，而且精力充沛。雖然現時只是貝蒙錦標過後的一星期多，但請相信我，如果我不準許這匹馬參賽的話，牠可能會在馬廄內自殘。所以我們決定安排牠在芝加哥參賽，讓中西部的人有機會看到牠」。阿靈頓邀請賽的賽程是1⅛英里，而獎金是125,000美元。芝加哥市長理查德·M·達利甚至宣佈賽事舉行的星期六是「秘書處日」（Secretariat Day）。
6月30日，阿靈頓邀請賽舉行當日，共有41,223人次入場觀看。在賽事中，秘書處雖然起步較慢，但之後牠很快便領先，最終以9個馬位勝出，時間為1分47秒。記者喬治·普林普頓（George Plimpton）在其報導內說：「秘書處的事跡可能會流傳一個世紀」。

#### 惠特尼錦標
在三冠大賽過後，秘書處回到沙拉托加馬場，準備在8月4日舉行的惠特尼錦標。7月27日，秘書處在訓練時分別以1分34秒跑畢1英里及以1分47⅘秒跑畢1⅛英里，非正式地打破了賽馬場的紀錄。賽事舉行當日，賽道的狀況被評為快地，但馬匹在賽道上跑得較慢，特別是內欄位置。在賽事中，秘書處起步較慢，而另一匹四歲馬很快便領先，其後騎師圖爾科特發現秘書處的反應比平時緩慢，他便開始揮鞭，最終以1個馬位之差獲得賽事亞軍。有報章更記錄到有超過30,000人在秘書處落敗後露出苦惱的情緒。
儘管冠軍馬匹的練馬師艾倫·傑爾金斯人稱「巨人殺手」，但秘書處的落敗可能是由病毒感染引起，並導致牠出現低燒和腹瀉症狀。潘妮·切納里在賽後表示：「在賽馬場上什麼事情都可能會發生，當時的我正在學習這一點。我們知道牠（秘書處）受感染的機率很低，但是我們認為牠夠強大，足以勝出比賽，顯然是我們錯了」。秘書處在生病後失去了食慾，而且持續數天都是行動遲緩。資深體育記者查爾斯·哈頓（Charles Hatton）在報導內寫道：「秘書處走路時看來很痛苦，而且牠無緣參加特拉弗斯錦標。牠需要不可思議的恢復能力才能恢復過來。牠在兩星期內接受了四次嚴格的訓練，而令人驚訝的是，牠在每次練習都有收獲，而體重亦有增加」。

#### 萬寶路杯
9月12日，秘書處為萬寶路杯進行最後一次訓練，先以57秒跑畢5化朗，然後更以1分8⅘秒完成額外的1化朗（共6化朗）路程。9月15日，秘書處回到貝蒙園並參加首屆萬寶路杯，而這次賽事共有48,023人次入場觀看。雖然在賽事舉行的前一晚曾經下雨，但在正午時份賽道已經乾透。在比賽中，秘書處在起跑很快便居於第五位，以22⅗秒完成首¼英里，其後牠趁其他馬匹速度回落之際開始追上，最終以1分45⅖完成1⅛英里路程，拋離對手3½個馬位勝出賽事。另外，秘書處在1⅛英里泥地路程所創下的時間紀錄更成為了世界紀錄。賽後，騎師圖爾科特表示：「今日牠已經成長為老秘書處，而且牠依靠自己便做到了」。萬寶路杯的獎金為25萬美元，而獲勝的秘書處則在這場比賽後成為有史以來第十三匹奪得超過一百萬元獎金的純種馬。

#### 伍德沃德錦標
在萬寶路杯後，原定的計劃是由馬廄的另一匹競賽馬參加於9月30日舉行的伍德沃德錦標，而秘書處則為10月舉行的鬥士錦標作準備。但由於賽事舉行前曾經下雨，賽道較濕，而該匹競賽馬不善於應付這類型的賽道，因此改由秘書處參賽。這次賽事共有32,117人次入場觀看。在比賽開始後，秘書處雖然很快取得領先位置，並與第二位有著1個馬位的距離，但牠其後被另一匹四歲的競賽馬超前，最終以4½個馬位之差成為賽事亞軍。賽後，騎師圖爾科特對秘書處的失敗感到困惑，指出牠在領先時的表現很不錯，「我只是不知道牠發生了什麼事，也許牠未能掌握這條賽道」。

#### 鬥士錦標
10月8日，僅是伍德沃德錦標舉行後的9天，秘書處參加在貝蒙園舉行的鬥士錦標，而這次更是牠首次在草地賽道上作賽。在這場賽事中共有七匹競賽馬參賽，其中包括一匹曾經於1⅛英里草地賽道上創下世界紀錄的競賽馬。在比賽中，秘書處在起步後很快便領先，而第二位的馬匹亦開始收窄差距，但當秘書處跑至第八段柱時牠已經拋離對手3個馬位，最終以2分24⅘秒完成1½英里路程，拋離對手5個馬位勝出賽事。2017年，秘書處的騎師圖爾科特於家中接受訪問時說：「人們不會相信我，但是秘書處在草地上的表現的確比在泥地上出色。牠在草地上的移動方式就好像是另一匹馬。一旦踏上草地，牠就好像突然間成熟起來」。

#### 加拿大國際錦標
基於1973年初出售秘書處時所訂下的協議，秘書處需要在1973年底退役，因此10月28日於加拿大多倫多活拜馬場舉行的加拿大國際錦標是秘書處的競賽生涯中最後一場比賽。選擇這場賽事的原因是因為切納里家族與加拿大實業家E·P·泰勒有著密切的關係，而且秘書處的練馬師勞林及騎師圖爾科特皆是加拿大人。可惜的是，圖爾科特因被停賽5天而無緣參加這項賽事，因此秘書處改由埃迪·馬普爾策騎。
賽事舉行當日的天氣寒冷，多風而且潮濕，但草地賽道的狀況並未出現問題。儘管天氣如此，這埸賽事仍有約35,000人入場觀看。在比賽開始後，其中一匹競賽馬Kennedy Road隨即狂奔並處於領先位置，秘書處則在離開外疊後位居第二，而當秘書處與Kennedy Road平排時，Kennedy Road更數次撞擊秘書處。其後，秘書處超越Kennedy Road並處於領先位置，且開始拋離其他馬匹，最終秘書處以2分41⅘秒完成1⅝英里路程，在拋離對手6½個馬位的情況下勝出賽事。在賽後出現了如貝蒙錦標一樣的情況，有為數不少的投注秘書處的彩票未被兌現。

### 退役
11月6日，賽事結束後9天，秘書處被帶至雅佳特馬場，與騎師圖爾科特作最後一次的公開露面，而當時大約有32,900人出席。練馬師勞林在接受訪問時表示：「這是一個悲傷的日子，也是美好的一日。我當然希望牠（秘書處）在四歲時仍能奔跑，牠是一匹很棒的馬，牠喜歡奔跑」。
在1973年尾，秘書處再度獲評為年度馬王，並奪得美國最佳三歲雄馬及美國最佳草地馬獎項。

### 競賽成績
在秘書處的競賽生涯中，牠先後參與了21場賽事，當中勝出16次、獲得3次亞軍及1次季軍，共贏得1,316,808美元獎金。秘書處亦先後獲得5項日蝕獎，包括美國年度馬王、美國最佳兩歲雄馬、美國最佳三歲雄馬以及美國最佳草地馬。
| 日期           | 參賽時年齡 | 賽事距離  | 賽事名稱       | 舉行地點     | 參賽馬匹數量 | 名次 | 完成時間   | 勝負距離   | 騎師            | 參考資料        |
| -------------- | ---------- | --------- | -------------- | ------------ | ------------ | ---- | ---------- | ---------- | --------------- | --------------- |
| 1972年7月4日   | 2          | 51⁄2化朗  | 處女馬賽       | 雅佳特馬場   | 12           | 4    | 1分05秒    | (11⁄2)馬位 | 保羅·費利西亞諾 | [ 42 ] [ 127 ]  |
| 1972年7月15日  | 2          | 6化朗     | 處女馬賽       | 雅佳特馬場   | 11           | 1    | 1分103⁄5秒 | 6馬位      | 保羅·費利西亞諾 | [ 42 ] [ 127 ]  |
| 1972年7月31日  | 2          | 6化朗     | 減磅賽         | 沙拉托加馬場 | 7            | 1    | 1分104⁄5秒 | 1⁄2馬位    | 羅恩·圖爾科特   | [ 42 ] [ 127 ]  |
| 1972年8月16日  | 2          | 6化朗     | 桑福德錦標     | 沙拉托加馬場 | 5            | 1    | 1分10秒    | 3馬位      | 羅恩·圖爾科特   | [ 42 ] [ 127 ]  |
| 1972年8月26日  | 2          | 61⁄2化朗  | 希望錦標       | 沙拉托加馬場 | 9            | 1    | 1分161⁄5秒 | 5馬位      | 羅恩·圖爾科特   | [ 42 ] [ 127 ]  |
| 1972年9月16日  | 2          | 61⁄2化朗  | 貝蒙未來錦標   | 貝蒙園       | 7            | 1    | 1分162⁄5秒 | 1¾馬位     | 羅恩·圖爾科特   | [ 42 ] [ 127 ]  |
| 1972年10月14日 | 2          | 1英里     | 香檳錦標       | 貝蒙園       | 12           | 2    | 1分35秒    | 2馬位      | 羅恩·圖爾科特   | [ 42 ] [ 127 ]  |
| 1972年10月28日 | 2          | 1⁄16英里  | 桂冠未來錦標   | 桂冠園       | 6            | 1    | 1分424⁄5秒 | 8馬位      | 羅恩·圖爾科特   | [ 42 ] [ 127 ]  |
| 1972年11月18日 | 2          | 1⁄16英里  | 花園州錦標     | 花園州馬場   | 6            | 1    | 1分442⁄5秒 | 31⁄2馬位   | 羅恩·圖爾科特   | [ 127 ] [ 128 ] |
| 1973年3月17日  | 3          | 7化朗     | 灣岸錦標       | 雅佳特馬場   | 6            | 1    | 1分231⁄5秒 | 41⁄2馬位   | 羅恩·圖爾科特   | [ 127 ] [ 128 ] |
| 1973年4月7日   | 3          | 1英里     | 葛咸錦標       | 雅佳特馬場   | 6            | 1    | 1分332⁄5秒 | 3馬位      | 羅恩·圖爾科特   | [ 127 ] [ 128 ] |
| 1973年4月21日  | 3          | 1⁄8英里   | 伍德紀念錦標   | 雅佳特馬場   | 8            | 3    | 1分494⁄5秒 | (4)馬位    | 羅恩·圖爾科特   | [ 127 ] [ 128 ] |
| 1973年5月5日   | 3          | 1⁄4英里   | 肯塔基打吡     | 丘吉爾園馬場 | 13           | 1    | 1分592⁄5秒 | 21⁄2馬位   | 羅恩·圖爾科特   | [ 71 ] [ 127 ]  |
| 1973年5月19日  | 3          | 13⁄16英里 | 必利時錦標     | 賓利高馬場   | 6            | 1    | 1分542⁄5秒 | 21⁄2馬位   | 羅恩·圖爾科特   | [ 71 ] [ 127 ]  |
| 1973年6月9日   | 3          | 1⁄2英里   | 貝蒙錦標       | 貝蒙園       | 5            | 1    | 2分24秒    | 31馬位     | 羅恩·圖爾科特   | [ 71 ] [ 127 ]  |
| 1973年6月30日  | 3          | 1⁄8英里   | 阿靈頓邀請賽   | 阿靈頓公園   | 4            | 1    | 1分47秒    | 9馬位      | 羅恩·圖爾科特   | [ 127 ] [ 128 ] |
| 1973年8月4日   | 3          | 1⁄8英里   | 韋特尼錦標     | 沙拉托加馬場 | 5            | 2    | 1分491⁄5秒 | (1)馬位    | 羅恩·圖爾科特   | [ 127 ] [ 128 ] |
| 1973年9月15日  | 3          | 1⁄8英里   | 萬寶路杯       | 貝蒙園       | 7            | 1    | 1分452⁄5秒 | 31⁄2馬位   | 羅恩·圖爾科特   | [ 71 ] [ 127 ]  |
| 1973年9月29日  | 3          | 1⁄2英里   | 活華錦標       | 貝蒙園       | 5            | 2    | 2分254⁄5秒 | (41⁄2)馬位 | 羅恩·圖爾科特   | [ 127 ] [ 128 ] |
| 1973年10月8日  | 3          | 1⁄2英里   | 鬥士錦標       | 貝蒙園       | 7            | 1    | 2分244⁄5秒 | 5馬位      | 羅恩·圖爾科特   | [ 127 ] [ 128 ] |
| 1973年10月28日 | 3          | 15⁄8英里  | 加拿大國際錦標 | 活拜馬場     | 12           | 1    | 2分414⁄5秒 | 61⁄2馬位   | 埃迪·馬普爾     | [ 127 ] [ 128 ] |

## 配種生涯
秘書處在退役後被運至克萊伯恩農場，開始牠的配種生涯。然而，秘書處的精子出現了未成熟的跡象，因此牠需要在1973年12月與三匹非純種馬進行配種，以測試生育能力。一旦秘書處無法生育，牠將會返回原本所屬的馬廄並重新開始競賽，投資者將會取回他們投入的資金，而潘妮·切納里則可以於保險公司手上取得608萬美元。1974年1月3日，克萊伯恩農場的經理H·K·泰勒（H. K. Taylor）宣佈秘書處具備生育能力，而其中一匹名為Leola的阿帕盧薩馬亦已懷孕。同年11月，Leola誕下秘書處的首匹子嗣。這匹馬駒被命名為First Secretary，毛色與秘書處同樣是栗色，但身上的班點則像秘書處的母系。
秘書處首批純種子嗣於1975年出生，共28匹。在這批子嗣內，成績最好的是曾於1977年10月勝出威廉希爾未來錦標的Dactylographer。此外，同屬這批子嗣的Canadian Bound在1976年的基恩蘭拍賣會上以150萬美元售出，同時是首次有一歲馬的售價突破100萬美元關口。然而，Canadian Bound在競賽方面完全失敗，牠先後四次參加賽事但均未能取得勝利。更甚的是，歷經多年秘書處後代的價值大幅下降，反觀北地舞人的後代則在拍賣會上變得普及。
秘書處的配種成績尚算不俗，有不少子嗣更是主要錦標賽事的勝出者，其中包括：
- General Assembly：1979年特拉弗斯錦標（英语：Travers Stakes）的勝出者，其創下的2分鐘賽道紀錄維持了37年[137][138]。
- Lady's Secret：1985年芭樂蓮娜錦標（英语：Ballerina Stakes）的勝出者，1986年年度馬王[139][140]。
- Risen Star：1988年路易斯安那打吡（英语：Louisiana Derby）、必利時錦標及貝蒙錦標的勝出者[141][142]。
- 京士頓令（英语：Kingston Rule）：1990年萬寶路杯（英语：Marlboro Cup Invitational Handicap）勝出者，更打破場地紀錄[143]。
- Tinners Way：1994年及1995年太平洋經典賽（英语：Pacific Classic Stakes）的勝出者[144]。

秘書處最終繁殖了663匹馬駒，其中有341匹（51.4%）曾勝出普通賽事，另有54匹（8.1%）曾勝出錦標賽。然而，有報章批評秘書處作為種馬卻未能繁殖出一匹擁有其實力甚至能超越其成就的雄性後代，亦並未留下一匹優秀的種馬後代。儘管如此，秘書處對純種馬所作的影響仍然遠超許多優秀的種馬。秘書處的雌性後代包括不少的競賽馬，但更多的是優秀的母馬。1992年，秘書處成為北美著名母馬的父系馬，其女兒們亦共誕下24匹一級賽事的優勝者。作為父系，秘書處最著名的後代包括：
- Weekend Surprise（英语：Weekend Surprise）：錦標賽優勝者。後代包括1990年必利時錦標優勝者Summer Squall（英语：Summer Squall）及1992年年度馬王A.P. Indy（英语：A.P. Indy）[146]。
- Terlingua（英语：Terlingua (horse)）：錦標賽優勝者。風暴貓（英语：Storm Cat）的母系[147]。
- Secrettame（英语：Secrettame）：著名父系馬匹Gone West（英语：Gone West）的母系[148]。
- Six Crowns：最佳兩歲雄馬Chief's Crown（英语：Chief's Crown）的母系[149]。
- Sister Dot：最佳兩歲雄馬Dehere（英语：Dehere）的母系[150]。
- Celtic Assembly：Volksraad（英语：Volksraad (horse)）的母系，而這匹馬更是紐西蘭的優秀種馬[151]。
- Betty's Secret：1984年葉森打吡大賽的優勝者Secreto（英语：Secreto）及1998年至2000年冠軍跳欄賽（英语：Champion Hurdle）的優勝者Istabraq（英语：Istabraq）的母系[152]。

透過Weekend Surprise及Terlingua，秘書處的血脈得以出現於眾多冠軍馬匹的譜系內。Weekend Surprise的兒子A.P. Indy在2003年及2006年曾獲評為北美著名父系馬，而牠更是2003年年度馬王Mineshaft及2007年貝蒙錦標優勝者青雲路的父系。A.P. Indy的種馬後裔亦繁殖了不少的優秀馬匹，例如被評為2014年至2016年北美著名父系馬的Tapit、2013年肯塔基打吡優勝者寶球以及2014年肯塔基打吡及必利時錦標的優勝者閃亮加州。此外，Terlingua的兒子風暴貓曾兩度獲評為北美著名父系馬，其後代包括曾三度獲評為北美著名父系馬的巨人長堤以及2015年美國三冠大賽冠軍美式法老的外祖父Yankee Gentleman。在秘書處的後代之間進行近親繁殖是另外一種成功且可行的方法，亦繁殖了許多分級賽錦標的優勝者，例如2004年美國最佳短途馬得主Speightstown以及2012年及2013年年度馬王聰明丹。
秘書處在克萊伯恩農場定居後與Drone、艾驊爵士及Spectacular Bid這三匹種馬為鄰。秘書處並沒有對Drone或艾驊爵士給予太多關注，反而牠與Spectacular Bid的關係變得友好，偶爾地會做自然的事。

## 去世
在1989年秋天，19歲的秘書處被診斷患上蹄葉炎，此疾病會令牠感到痛苦，而且通常是無法治癒的。經歷一個月的治療，秘書處的病情仍未見改善，最終牠在10月4日被人道毀滅。克萊伯恩農場主席賽斯·漢考克（Seth Hancock）在接受訪問時形容秘書處的離世對所有員工而言是糟糕的一天。秘書處死後被放入橡木棺材內並安葬於克萊伯恩農場，在其父親勇者帝王之墓的附近。此外，傳統上勝出賽事的競賽馬在死後只會埋葬牠們的頭部、心臟及馬蹄，而秘書處則獲全屍埋葬，是一種罕見的榮譽。
在秘書處離世後，負責進行屍體解剖的獸醫是肯塔基大學首席病理學家托馬斯·索威澤克（Thomas Swerczek），他在解剖時未為秘書處心臟進行稱重，但表示：「我們都驚呆了，站在那裡一動不動。我們無法相信，秘書處的心臟很完美，並未出現任何問題。這個心臟就猶如一個巨大的引擎」。後來，索威澤克為1993年去世的另一匹競賽馬Sham進行屍體解剖，經稱重後得知Sham的心臟重量是18磅。基於這兩匹馬的屍體解剖結果及Sham的測量結果，索威澤克估計秘書處的心臟重量可能是22磅，而普通馬匹的心臟重量平均僅是8.5磅。
純種馬偶爾會出現擁有一個巨大的心臟的情況，而這被稱為「X因素」（X factor），是假定與遺傳條件有關並會以特定的遺傳模式傳予下一代。「X因素」可以追溯至一匹在歷史上著名的的競賽馬日蝕，牠在1789年去世後被解剖，而這場解剖更被認為是英國有史以來第一次具備正式記錄的動物屍體解剖。獸醫在進行解剖工作時發現牠的心臟比其他馬匹的為大，稱重後得知其心臟的重量是14磅，幾乎是正常心臟重量的兩倍。透過譜系研究，證實了秘書處的母系能夠追溯至日蝕的女兒，而秘書處能成為北美著名母馬的父系馬可能與「X因素」有關。有研究亦證明很多取得巨大成功的純種競賽馬皆擁有巨大的心臟。

## 榮譽

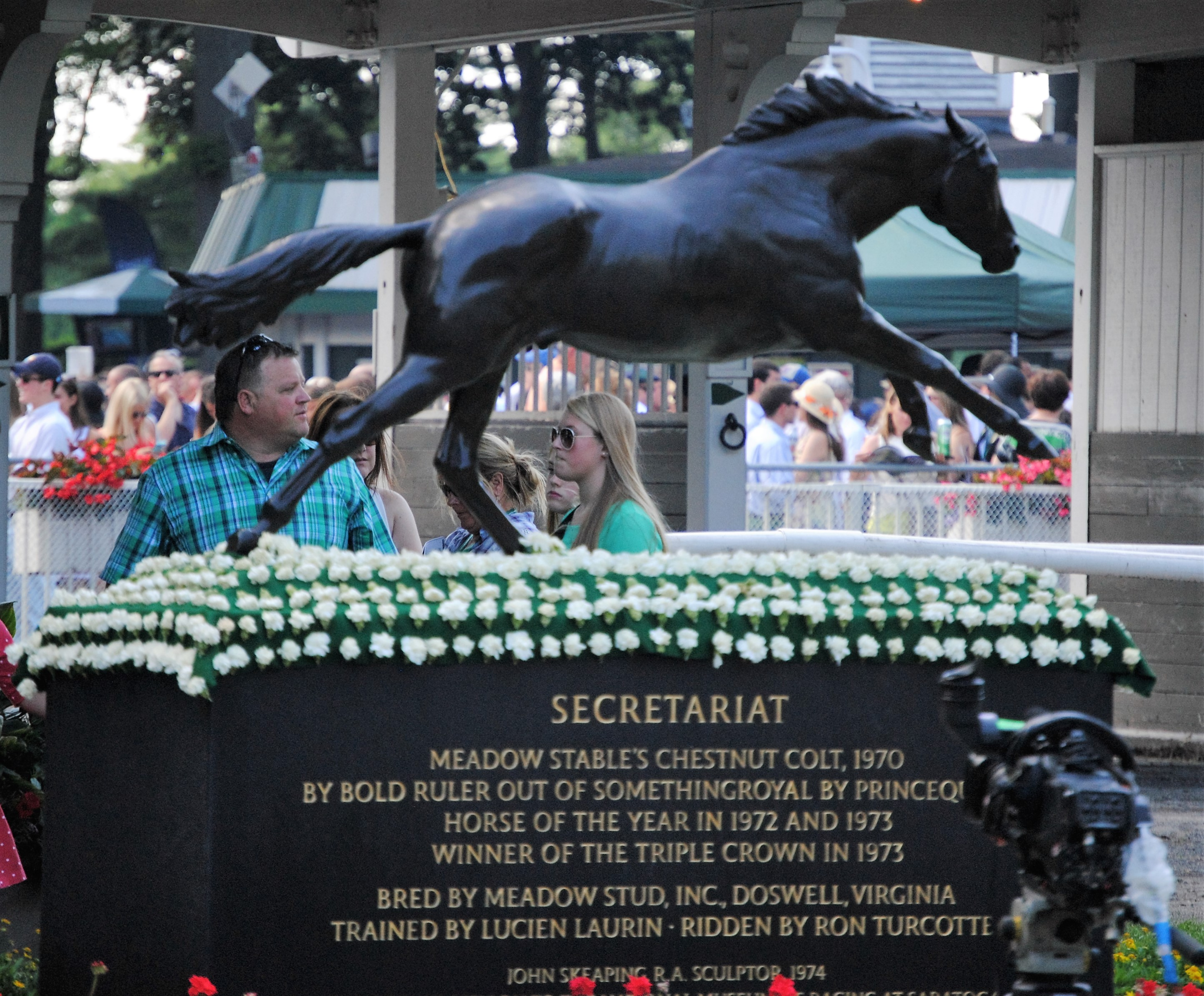
位於貝蒙園內的秘書處雕像。

1974年，即秘書處成為美國三冠大賽冠軍後一年，牠被選入國家賽馬博物館及名人堂。同年，美國商人保羅·梅隆委託英國雕塑家約翰·史凱平（John Skeaping）設計並製作秘書處的青銅雕像，而這個雕像有時會被人稱為「全速邁步向前的秘書處」（Secretariat in Full Stride）。與實物大小一樣的青銅雕像在製成後便被安放於貝蒙園內，直至1988年才被同一雕塑家所製的複製品取代，而原本的雕像則被移至國家賽馬博物館及名人堂。另外，肯塔基賽馬公園也有兩個與實物大小一樣的秘書處雕像，分別由吉姆·里諾（Jim Reno）及埃德溫·博格茨基（Edwin Bogucki）於1992年及2004年製作，展示了秘書處在不同時期的情況。2015年，另一個與秘書處有關的雕像於其騎師羅恩·圖爾科特的家鄉加拿大新不倫瑞克省亮相，描繪了秘書處及其騎師羅恩·圖爾科特在貝蒙錦標上越過終點線的一刻。
1994年，體育週刊《運動畫刊》將秘書處列入「過去40年最偉大的40位體育人物」排名，排行第17位。1999年，ESPN將秘書處評為20世紀最偉大的100位北美運動員的第35位，是名單上排名最高的三位非人類運動員之一，而其餘兩位非人類運動員皆是競賽馬，分別是排行第84位的鬥士及第97位的例證。在雜誌《純血馬》的20世紀美國100匹頂級賽馬排名內，秘書處排名第二位，僅次於鬥士。另外，為了選出20世紀最頂尖的競賽馬，《運動畫刊》在1992年委託由七名專家組成的小組進行投票，得出的結果是鬥士排名第一位而秘書處排名第二位。1999年，美聯社亦為選出20世紀最頂尖的競賽馬而委託六名專家組成小組進行投票，最終鬥士及秘書處分別排名第一及第二位，與《運動畫刊》所得的結果相同。
1999年10月16日，在勒星頓基恩蘭馬場舉行的一場儀式上，美國郵政署宣佈發行印有秘書處外貌的33美分郵票。2005年，秘書處的名字出現在ESPN Classic節目《誰是第一》的其中一集《最精彩的運動表現》內，牠更是這集內唯一一位非人類運動員。2007年5月2日，秘書處入選肯塔基運動員名人堂，是首次有動物獲得這項榮譽。2013年，秘書處入選加拿大賽馬名人堂，以紀念牠在40年前的加拿大國際錦標內取得膀利。同年，秘書處在Showtime的節目《六十分鐘體育》內亦成為節目重點。而在2016年3月，秘書處勝出美國三冠大賽的畫面則成為了《運動畫刊》體壇百大時刻的第13位。
由於秘書處長期受到歡迎，以致潘妮·切納里在離世前仍是賽馬界的一位傑出人物，她更提倡為純種馬提供後續護理及獸醫研究。2004年，一間以秘書處來命名的非牟利機構「美格秘書處中心（Maker's Mark Secretariat Center）」於肯塔基賽馬公園開幕，機構致力於將退役競賽馬分類、向牠們教授新的技能並為牠們尋找新的家園。2010年，潘妮·切納里更設立了秘書處人民之聲獎，主要頒給一些「知名度及競賽表現皆獲得美國公眾迴響，以及在純種馬賽事內得到認可」的競賽馬，並交由馬迷投票選出。Paynter於2012年獲頒此獎項，以表揚牠在對抗蹄葉炎時作出的努力。潘妮·切納里其後表示：「Paynter的受歡迎程度源於牠的戰鬥能力及令人超出預期的能力，這使牠成為最有力獲獎人選......在親眼目睹蹄葉炎的破壞性影響後，我更確信賽馬行業必須繼續勤奮地對抗這種疾病」。
秘書處的故事後來被改編為電影《馬場奇蹟》，由邁克·里奇編寫劇本、藍道爾·華萊士執導及華特迪士尼影業發行，於2010年10月8日在美國院線上映。2020年，受到新冠病毒疫情影響，肯塔基打吡不得不延期。國家廣播公司在原肯塔基打吡播放節目加插一場由十三匹三冠馬參加虛擬肯塔基打吡，賽事由電腦模擬，結果秘書處擊敗了例證等馬奪得冠軍。

## 血統
秘書處的父系是勇者帝王。在二十世紀，勇者帝王曾八度獲評為北美著名父系馬，其獲選次數相比起其他種馬為多。此外，勇者帝王更六次獲評為美國著名年輕父系馬。儘管勇者帝王經常被歸類為一匹早熟的父系馬，而且被批評在兩歲前未有接受訓練或沒有足夠耐力，但牠有部分子嗣是錦標賽的優勝者，更有5匹子嗣勝出錦標賽三次或以上，其中包括秘書處。1970年代，在勝出肯塔基打吡的10匹競賽馬內，其中7匹都可追溯至勇者帝王，包括秘書處及西雅圖迴旋。
秘書處的母系是Somethingroyal。雖然Somethingroyal在出生後被投閒置散，但牠擁有出色的血統，更在1973年成為肯塔基年度母馬。Somethingroyal的父系是天子勁龍，牠曾八度獲評為為北美著名母馬的父系馬，而牠的子嗣亦很強壯及具備耐力。Somethingroyal的母系是Imperatrice，牠曾經勝出錦標賽，並在1947年被克里斯托弗·切納里以3萬美元購入。Imperatrice的子嗣有部份成為了錦標賽優勝者，有部份則成為優秀的種馬及母馬。早在1958年，Somethingroyal已經誕下了Sir Gaylord，其後Sir Gaylord勝出錦標賽並成為了重要的種馬，子嗣包括葉森打吡大賽優勝者艾驊爵士。除了Sir Gaylord，Somethingroyal的子嗣還包括First Family及Syrian Sea。